# Comic Sans MS
Comic Sans MS е санс-серифен шрифт, изобретен от Винсент Конър и публикуван през 1994 от Майкрософт. Той е несвързан шрифт и е вдъхновен от шрифтовете в комиксите. Предназначен е за употреба в неформални документи и детски материали.
Шрифтът за първи път се появява в Уиндоус 95, като допълнение към Уиндоус Плюс Пакет, а после и към Microsoft Comic Chat.
Шрифтът е популярен, но е нехаресван от много хора, защото е използван неподходящо на много места.